# Evangelisch-Lutherische Landeskirche Sachsens
Die Evangelisch-Lutherische Landeskirche Sachsens (EvLKS) ist eine von 20 Gliedkirchen (Landeskirchen) der Evangelischen Kirche in Deutschland (EKD) mit Sitz in Dresden. Wie alle Landeskirchen ist sie eine Körperschaft des öffentlichen Rechts. Die Kirche hat 575.504 Gemeindeglieder (Stand 31. Dezember 2024) in 319 Kirchgemeinden (Stand: 31. Dezember 2022). 
Die Hauptkirchen des Landesbischofs sind der Dom zu Meißen und die Kreuzkirche zu Dresden, auch ist er der Stiftsherr des Doms St. Marien zu Wurzen. Die Landeskirche unterhält eine Evangelische Akademie in Dresden, bis 2020 in Meißen.
Die Evangelisch-Lutherische Landeskirche Sachsens ist eine der lutherischen Kirchen innerhalb der EKD. Die Kirche ist Mitglied der Vereinigten Evangelisch-Lutherischen Kirche Deutschlands (VELKD). Vor der Propagierung des Staatsatheismus in der DDR war sie die größte evangelisch-lutherische Kirche in Deutschland.

## Gebiet
Das Gebiet der Evangelisch-Lutherischen Landeskirche Sachsens umfasst im Wesentlichen das ehemalige Königreich bzw. den ehemaligen Freistaat Sachsen, in den Grenzen bis 1945 ohne das Gebiet um Reichenau (Reichenauer Zipfel), das als Bogatynia seit 1945 zu Polen gehört. Heute umfasst das Gebiet einen Großteil des Landes Sachsen, einen geringen Teil Thüringens und die Ortschaft Merzdorf im Land Brandenburg.

## Geschichte
Die Reformation wurde im albertinischen Sachsen 1539 offiziell eingeführt. 1545 wurden die Konsistorien in Leipzig, in Glauchau (Schönburgische Herrschaften), in Wurzen (fürs Stift Meißen, vgl. Stiftsamt Wurzen) und in Meißen (für die Markgrafschaft Meißen, vgl. Meißnischer Kreis) gegründet; 1547 kam durch Annexion des Gros des ernestinischen Kurkreises das 1539 gegründete Konsistorium Wittenberg hinzu. Grundlage des Kirchenwesens war die Kirchenordnung von 1580, die das Meißner Konsistorium nach Dresden verlegte und zum Oberkonsistorium erhob. Die Leitung der Landeskirche lag dann beim neuen Kirchenrat und dem Oberkonsistorium. Der Landesherr fungierte als summus episcopus (landesherrliches Kirchenregiment).
1588 wurde das Dresdner Konsistorium nach Meißen zurückverlegt und sein Vorrang als Oberkonsistorium entfiel. 1606 wurde der oft spürbar gewordene Mangel einer zentralen Kirchenleitung behoben und das Meißner Konsistorium wieder nach Dresden verlegt und erneut als Oberkonsistorium eingesetzt. Da der Kurfürst 1697 katholisch wurde, übertrug er seine bischöflichen Rechte den in evangelicis beauftragten Geheimen Räten. Höchster Geistlicher Sachsens war der Oberhofprediger, der zugleich Vizepräsident des Oberkonsistoriums war.
Seit den Unterwerfungserklärungen der Grafen zu Stolberg-Stolberg (1730) und Stolberg-Roßla (1731) unter kursächsische Lehnshoheit unterstanden auch die Konsistorien Stolberg-Stolberg, Stolberg-Roßla sowie das gemeinschaftliche Konsistorium der stolbergischen gemeinschaftlichen Ämter Kelbra und Heringen dem Oberkonsistorium.
Nach dem Wiener Kongress 1815 musste das Königreich einige seiner Gebiete an Preußen abgeben, darunter den Großteil des Kurkreises, womit das Konsistorium Wittenberg wegfiel, und die stolbergischen Standesherrschaften mit ihren drei Konsistorien. Ihre Konsistorialbezirke wurden wie weitere, unter anderem altmärkische Gebiete, Teil der neuen Provinz Sachsen, wo die altpreußische Kirchenprovinz Sachsen entstand.
1835 wurde ein Organisationsedikt erlassen, wonach die kirchliche Verwaltung auf die staatlichen Mittelbehörden (Kreisdirektionen) übertragen wurde. An der Spitze der Landeskirche stand das Kultusministerium, das in dieser Eigenschaft nur dem Kollegium der in evangelicis beauftragten Staatsminister verantwortlich war. Dieses Gremium nahm die Stellung des Bischofs ein, die der katholische Landesherr nicht ausfüllen konnte. Die wenigen verbliebenen Aufgaben (kirchliche und pädagogische Examina) der nunmehr aufgelösten alten Konsistorien übernahm in Dresden das neue Landeskonsistorium als Mittelbehörde, die nur aus nebenamtlichen Beisitzern (unter einem juristischen Präsidenten) bestand.

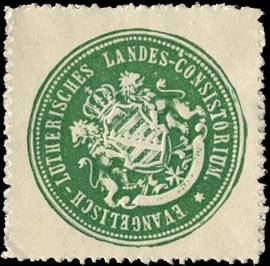
Siegelmarke des Evangelisch-Lutherischen Landes-Consistoriums

1868 erhielt die Landeskirche eine Kirchenvorstands- und Synodalordnung und 1871 wurde auf dieser Grundlage eine erste Landessynode gewählt. Im Zusammenhang mit einer umfassenden verfassungs- und Verwaltungsreform des Königreichs Sachsen wurde 1874 die kirchliche Verwaltung von der staatlichen Verwaltung getrennt. Oberste Kirchenbehörde war nun das Evangelisch-Lutherische Landeskonsistorium (nicht zu verwechseln mit dem eben erwähnten Landeskonsistorium), das weiter den in evangelicis beauftragen Staatsministern unterstand. Jedoch lagen „die Konsistorialgeschäfte der luther.[ischen] Kirche in der Oberlausitz […] der Kreishauptmannschaft Bautzen ob“. Das Kultusministerium übte über die Landeskirche nur noch solche Aufsichtsrechte aus, die es auch über andere Religionsgemeinschaften hatte.
Nach dem Wegfall des landesherrlichen Kirchenregiments (1918) erhielt die Landeskirche 1922 eine überarbeitete Verfassung, die 1926 in Kraft trat. 1926 entfiel dann auch die separate Kirchenverwaltung der Kreishauptmannschaft Bautzen. Gemäß der neuen Kirchenordnung nannte sich die Kirche nunmehr Evangelisch-lutherische Landeskirche des Freistaats Sachsen. Dem leitenden Geistlichen, der bislang den Titel eines Oberhofpredigers getragen hatte, wurde die Amtsbezeichnung „Landesbischof“ beigelegt.
Nach dem Tod des ersten Landesbischofs der Ev.-Luth. Landeskirche Sachsens, Ludwig Ihmels, am 7. Juni 1933 nutzte der sächsische Innenminister Fritsch die entstandene Vakanz, um am 30. Juni 1933 die Befugnisse sämtlicher kirchenleitender Organe (Landesbischof, Landeskirchenamt, ständiger Synodalausschuss) auf den Führer der Arbeitsgemeinschaft nationalsozialistischer Pfarrer, Friedrich Coch, zu übertragen. Die Geheimräte im Landeskonsistorium, 7 Superintendenten und 14 Pfarrer wurden beurlaubt. Am 7. Dezember 1933 kamen die Pfarrer des „Pfarrernotbundes“, aus dem die „Bekennende Kirche“ hervorging, in der Dresdner Zionskirche zusammen. Indem sie Friedrich Coch als Irrlehrer die geistliche Führung absprachen, begann innerhalb der sächsischen Landeskirche der Kirchenkampf.
Von 1945 bis 1947 stand die Landeskirche unter der Leitung des Landessuperintendenten Franz Lau.
Nach dem Zweiten Weltkrieg trat die Evangelisch-Lutherische Landeskirche Sachsens der Evangelischen Kirche in Deutschland (EKD) bei und war Mitbegründerin der VELKD. 1950 gab sie sich eine neue Verfassung, die mit Wirkung zum 1. Januar 2008 geändert wurde. Von 1974 bis 1981 war der sächsischen Landeskirche der ehemals hannoversche Konsistorialbezirk Ilfeld im Harz angegliedert.
In den Jahren 1954 und 1997 war sie Gastgeberin der Deutschen Evangelischen Kirchentage in Leipzig. Der 33. Deutsche Evangelische Kirchentag fand vom 1. bis 5. Juni 2011 in Dresden statt.

## Gegenwart
Die Zahl der Mitglieder sinkt beträchtlich: Im Jahr 2017 gab es rund 700.000 Kirchenmitglieder. Für das Jahr 2040 schätzt die EvLKS deren Zahl auf 440.000. Das wären zehn Prozent der Mitglieder im Vergleich zu den 1930er Jahren. Dies hat auch direkten Einfluss auf die Kirchenstruktur: Hatte die Landeskirche im Jahre 1992 noch 906 aktive Pfarrer, waren es (Februar 2014) 692 Pfarrer in 765 Kirchgemeinden. Diese Zahlen sanken weiter bis Ende 2014 – auf 550 Pfarrer in 728 Kirchgemeinden. Für möglichst flächendeckende Gottesdienst-Angebote sollen daher künftig mehr als 200 Ehrenamtliche mit theologischer Ausbildung und Berechtigung zum Predigt-Dienst sowie 220 Pfarrer im Ehrenamt, die andere Berufe ausüben, sorgen.
Die Segnung gleichgeschlechtlicher Paare wurde 2016 von der Kirchenleitung erlaubt, sofern der jeweilige Pfarrer und Kirchenvorstand dem zustimmen.
Die Landeskirche Sachsen stellt sich gegen die Abschaffung der Sargpflicht, um einem „weiteren Verfall der Friedhofs- und Gedenkkultur“ (Pressesprecher Matthias Oelke) entgegenzuwirken. Die Sargpflicht widerspricht unter anderem der moslemischen Bestattungstradition, sodass derartige Begräbnisse auf kirchlichen Friedhöfen nicht stattfinden dürfen.

## Leitung der Landeskirche
An der Spitze der Evangelisch-Lutherischen Landeskirche Sachsens steht der Landesbischof, der geistliche Leiter der Kirche. Er wird von der Landessynode gewählt und ist Vorsitzender der ebenfalls von der Synode gewählten Kirchenleitung.
Landesbischöfe seit 1922
- 1922–1933: Ludwig Heinrich Ihmels
- 1933–1945: Friedrich Otto Coch
- 1945–1947: Landessuperintendent Franz Lau
- 1947–1953: Hugo Hahn
- 1953–1971: Gottfried Noth
- 1971–1994: Johannes Hempel
- 1994–2004: Volker Kreß
- 2004–2015: Jochen Bohl
- 2015–2019: Carsten Rentzing (zum 31. Oktober zurückgetreten)
- 2019–2020: Vertretung durch OLKD Thilo Daniel[17]
- 2020–0000: Tobias Bilz[18]

## Landessynode
Die Landessynode stellt die Vertretung aller Kirchgemeinden der Landeskirche dar (§ 18 der Verfassung). Von den 80 Mitgliedern, den Synodalen, werden 60 von den Kirchenvorständen für jeweils sechs Jahre gewählt und 20 von der Kirchenleitung berufen. Die Landessynode trägt Verantwortung für alle Angelegenheiten der Landeskirche und kann darüber beraten und beschließen. Sie wählt den Landesbischof und den Präsidenten des Landeskirchenamtes. Sie wurde 1871 eingeführt. Nach dem Zweiten Weltkrieg nahm die Synode 1948 wieder ihre Arbeit auf. Sie tagt in der Regel zweimal jährlich. Vorsitzende ist die Präsidentin der Landessynode Bettina Westfeld. Ihr Vorgänger war Präsident Otto Guse. Derzeit arbeitet die 28. Landessynode (2020–2026).
Präsidenten der Synode
- 1871: Karl von Gerber
- 1880: Ludwig von Zehmen
- 1917–1927: Friedrich Seetzen
- 1927–1933: Woldemar Graf Vitzthum von Eckstädt
- 1948–1966: Reimer Mager
- 1967–1983: Johannes Cieslak
- 1983–1984: Rainer Gaebler
- 1984–1996: Rolf Böttcher
- 1996–2008: Gudrun Lindner
- 2008–2020: Otto Guse
- 2020–0000: Bettina Westfeld

## Verwaltung der Landeskirche

### Landeskirchenamt und Verwaltungshierarchie
Als konsistoriales Verfassungsorgan und oberste Verwaltungsbehörde der Landeskirche besteht in Dresden das Landeskirchenamt mit dem Präsidenten an der Spitze. Er vertritt die Landeskirche rechtlich. Das Landeskirchenamt ist grundsätzlich für die Verwaltung aller Angelegenheiten der Landeskirche zuständig. Die Behörde ist in acht Dezernate und zugeordnete Bereiche gegliedert; unter anderem drei Regionalkirchenämter und Pressestelle. Der Landesbischof, der Präsident und die acht Oberlandeskirchenräte (Mitglieder des Landeskirchenamtes) als Leiter der Dezernate bilden das Kollegium.
Das Landeskirchenamt ist Sitz der Kirchenleitung, die aus dem Landesbischof als Vorsitzendem, dem Präsidenten und sechs Mitgliedern des Landeskirchenamtes, dem Präsidenten der Landessynode und neun weiteren durch die Landessynode gewählten Mitgliedern besteht.

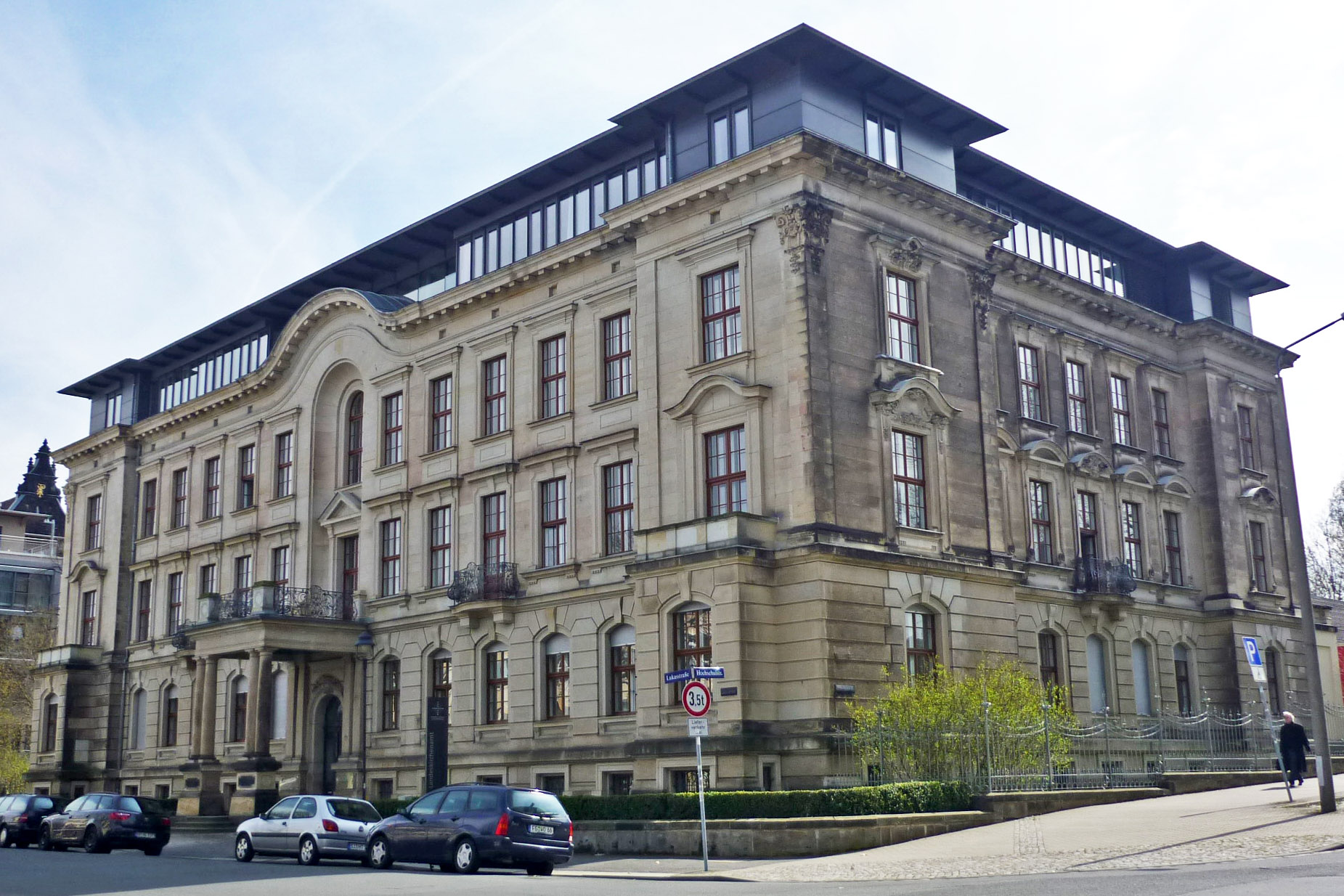
Denkmalgeschützte ehemalige Russische Gesandtschaft, heute Landeskirchenamt (Lukasstraße 6 / Hochschulstraße 39, Dresden)

Präsidenten des Ev.-Luth. Landeskonsistoriums (bis 1933) bzw. des Landeskirchenamts
- 1833–1849(?) Karl Gottlieb von Weber
- 1874–1875: Eduard von Könneritz[22]
- 1875–1883: Bernhard von Uhde
- 1883–1892: Dietrich Otto von Berlepsch
- 1892–1910: Johann Alfred von Zahn
- 1910–1927: Franz Fürchtegott Böhme
- 1927–1933: Friedrich Seetzen
- 1933–1945: Johannes Klotsche (ab 1939 Willy Kretzschmar)
- 1945–1957: Johannes Kurt Erich Kotte
- 1957–1959: Rudolf Harzer
- 1960–1975: Kurt Johannes
- 1975–1989: Kurt Domsch
- 1990–2009: Hans-Dieter Hofmann
- 2010–2019: Johannes Kimme
- 2019–0000: Hans-Peter Vollbach

Ab 2008 wurde eine Verwaltungsstrukturreform durchgeführt. Mit Wirkung vom 1. Januar 2008 ist die Landeskirche in der Verwaltungshierarchie von unten nach oben wie folgt aufgebaut:
An der Basis stehen die Kirchgemeinden als Körperschaften des öffentlichen Rechts. Sie werden von gewählten und berufenen Kirchenvorstehern und dem Pfarrer bzw. der Pfarrerin verwaltet. Einige Kirchgemeinden haben sich zu Kirchspielen zusammengeschlossen.
Mehrere Kirchgemeinden bilden zusammen einen Kirchenbezirk (auch „Ephorie“ genannt, in der staatlichen Verwaltung einem Landkreis vergleichbar), an dessen Spitze ein Superintendent steht. Seit Anfang 2020 existieren 16 Kirchenbezirke. Diese haben als Leitungsorgane die Kirchenbezirkssynode und einen Kirchenbezirksvorstand. Die Mitglieder der Kirchenbezirkssynode werden von den jeweiligen Kirchenvorstehern gewählt. Die Kirchenbezirke sind Körperschaften des öffentlichen Rechts und haben als solche das Recht der Selbstverwaltung. Zugleich sind sie Verwaltungsgliederungen der Landeskirche (Doppelnatur des Kirchenbezirks). Rechtlich werden die Bezirke durch den Kirchenbezirksvorstand vertreten.
Die Kirchenbezirke sind einem der drei Regionalkirchenämter zugeordnet (in der staatlichen Verwaltung den ehemaligen Landesdirektionen vergleichbar).

### Regionalkirchenämter und Kirchenbezirke
- Regionalkirchenamt Chemnitz
  - Kirchenbezirk Annaberg[25]
  - Kirchenbezirk Aue[26]
  - Kirchenbezirk Chemnitz[27]
  - Kirchenbezirk Marienberg[28]
  - Kirchenbezirk Vogtland[29] (zum 1. Januar 2020 aus den Kirchenbezirken Auerbach und Plauen entstanden)
  - Kirchenbezirk Zwickau[30]
- Regionalkirchenamt Dresden
  - Kirchenbezirk Bautzen-Kamenz[31]
  - Kirchenbezirk Dresden Mitte[32]
  - Kirchenbezirk Dresden Nord[33]
  - Kirchenbezirk Freiberg[34]
  - Kirchenbezirk Löbau-Zittau[35] 26.297 Gemeindeglieder – 22,0 % der Gesamtbevölkerung Stand 31. Dezember 2019[36]
  - Kirchenbezirk Meißen-Großenhain[37]
  - Kirchenbezirk Pirna[38]
- Regionalkirchenamt Leipzig
  - Kirchenbezirk Leipziger Land[39]
  - Kirchenbezirk Leipzig[40]
  - Kirchenbezirk Leisnig-Oschatz[41]
  - Kirchenbezirk Glauchau-Rochlitz[42] (aufgelöst zum 30. Juni 2019)

### Kirchgemeinden
Die 16 Kirchenbezirke bestehen aus 338 Kirchgemeinden und Kirchspielen (Stand 2021). Im Jahr 2019 erfolgte eine landeskirchenweite Strukturreform, bei der sich die zuvor gut 700 bestehenden Kirchgemeinden zu größeren Strukturen in Gestalt von Schwesternkirchverhältnissen, Kirchgemeindebünden, Kirchspielen und Einheitsgemeinden neu zusammengeschlossen. Damit soll eine mindestens bis 2040 funktionierende Struktur geschaffen werden. Es wird davon ausgegangen, dass zu diesem Zeitpunkt noch mindestens drei Pfarrstellen für 10 Jahre erhalten bleiben können. Dafür wurden Struktureinheiten von heute typischerweise rund 8000 Gemeindegliedern geschaffen.

## Kirchen und kirchliche Gebäude
Zur Zuständigkeit des EvLKS gehören rund 1.600 Kirchen, in denen pro Jahr rund 44.000 Gottesdienste gehalten werden. Seit 1990 hat die EvLKS rund 500 Millionen Euro an Zuschüssen für deren Erhalt und Sanierung bereitgestellt. Die Gesamtsumme aller Baumaßnahmen der EvLKS-Kirchgemeinden beträgt geschätzt das Vier- bis Fünffache dieses Zuschussbetrages. Pro Jahr gibt die Landeskirche dafür 16 Millionen Euro aus. Hinzu kommt seit 2016 eine sogenannte Sakralgebäudezuweisung beispielsweise für Gemeinderäume. Die Summe der Bauzuschüsse beträgt etwa 7,8 Prozent des EvLKS-Haushalts von 225 Millionen Euro. Geschätzt wird, dass in den kommenden 15 Jahren – also bis 2032 – weitere 500 Millionen Euro für Baumaßnahmen erforderlich sein werden.
Insgesamt gibt es rund 4.500 kirchliche Gebäude, für die die EvLKS zuständig ist. Der Bedarf an Sanierungen und Reparaturen steigt. Seit 2016 sind die Kirchgemeinden verpflichtet, Rücklagen zu bilden, um EvLKS-Zuschüsse erhalten zu können. Die Kirchgemeinden müssen somit darüber entscheiden, welche Kirche ihr jeweiliger zentraler Anlaufpunkt ist und welche Baumaßnahmen Priorität haben. In einer zentralen Datenbank sind alle wichtigen Parameter wie Größe, Zustand und Nutzung erfasst. Fachliche Beratung kommt von 15 Baupflegern sachsenweit.
Kirchruinen gibt es nach eigenen Angaben weniger als zehn – wie etwa die Trinitatiskirche in Dresden-Johannstadt, wo das Staatsschauspiel Dresden eine Spielstätte hat. Für die Kirchruine in Markkleeberg-Zöbigker bei Leipzig gibt es wohl zumindest als Radfahrerkirche eine Zukunft. Seit 1990 wurden rund 20 Kirchen entwidmet, stehen also nicht mehr als religiöse Stätten zur Verfügung. Einige werden als Kulturort weiter genutzt – oder als Sakralmuseum wie die einstige Klosterkirche in Kamenz. Anteilige Mittel zum Wiederaufbau und Erhalt der Dresdner Frauenkirche nebst dem 99-jährigen Erbbaurecht an der Kirche gab die Landeskirche 1994 in die Stiftung Frauenkirche Dresden, deren Kuratoriumsvorsitz seitdem der Landesbischof innehat.

## Gesangbücher
Die Gemeinden der Evangelisch-Lutherischen Landeskirche Sachsens singen bzw. sangen in den letzten Jahrzehnten vor allem aus folgenden Gesangbüchern:
- Gesangbuch für die evangelisch-lutherische Landeskirche des Königreichs Sachsen; eingeführt 1883 (späterer neuer Titel des Gesangbuchs: Gesangbuch für die evang.-lutherische Landeskirche Sachsens)
- Evangelisches Kirchengesangbuch (EKG) – Ausgabe für die Evang.-Lutherische Landeskirche Sachsens; eingeführt 1950
- Evangelisches Kirchengesangbuch (EKG) – Ausgabe für die Evang.-Lutherische Landeskirche Mecklenburgs, Evang.-luth. Landeskirche Sachsens, Evang.-lutherische Kirche in Thüringen, eingeführt in allen lutherischen Kirchen der DDR im Jahre 1975
- Evangelisches Gesangbuch (EG) – Ausgabe für die Evangelisch-Lutherische Landeskirche Sachsens; eingeführt ca. 1994[44]

## Veröffentlichungen
- gerufen – berufen. 50 Jahre Frauenordination in der Evangelisch-Lutherischen Landeskirche Sachsens (PDF; 6,4 MB). Herausgegeben von der EvLKS, Format A5, 74 Seiten, 1. Auflage, Dresden 2016, abgerufen am 25. August 2017.